# Crassula biplanata
Crassula biplanata är en fetbladsväxtart som beskrevs av Adrian Hardy Haworth. Crassula biplanata ingår i släktet krassulor, och familjen fetbladsväxter. Inga underarter finns listade i Catalogue of Life.

## Bildgalleri

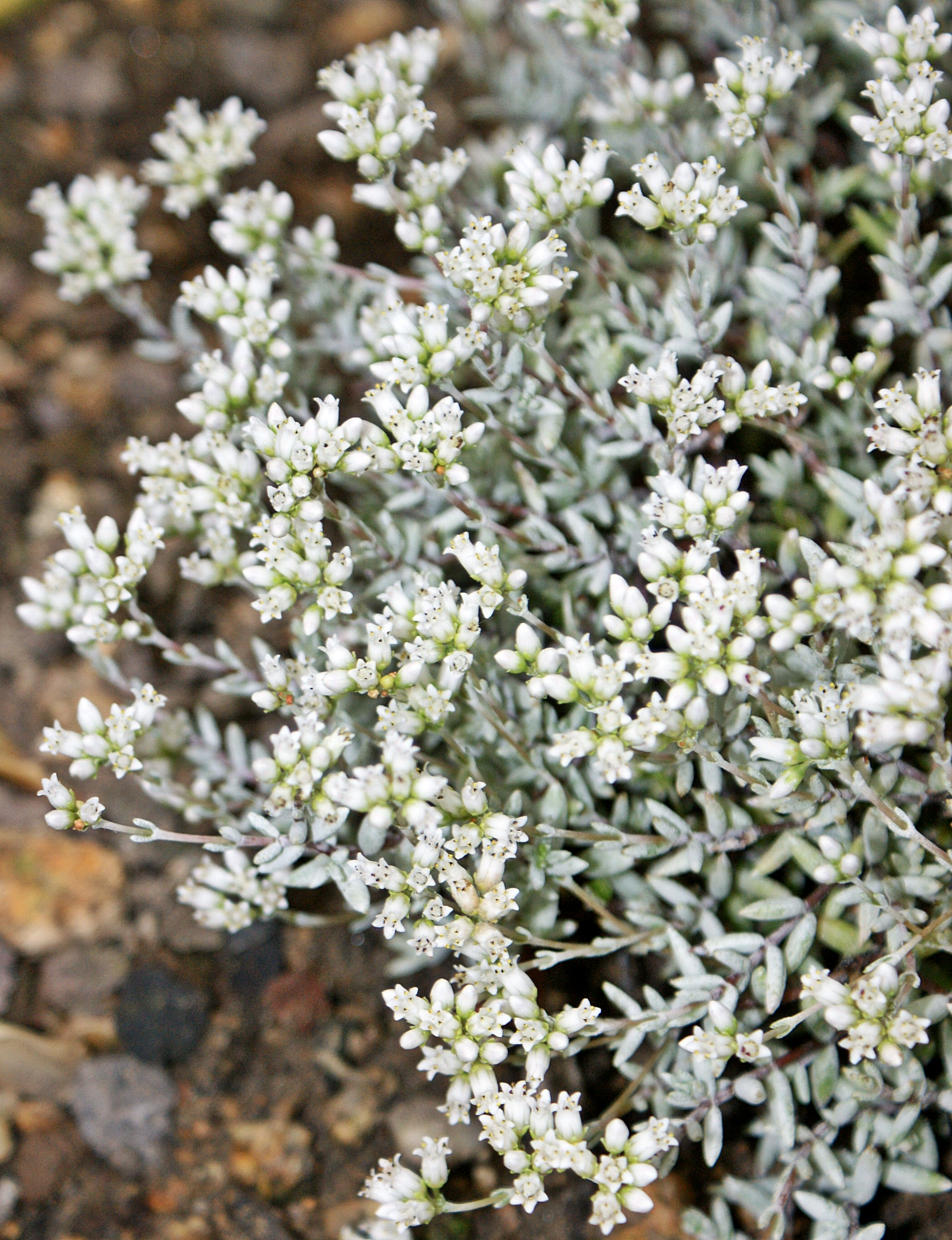
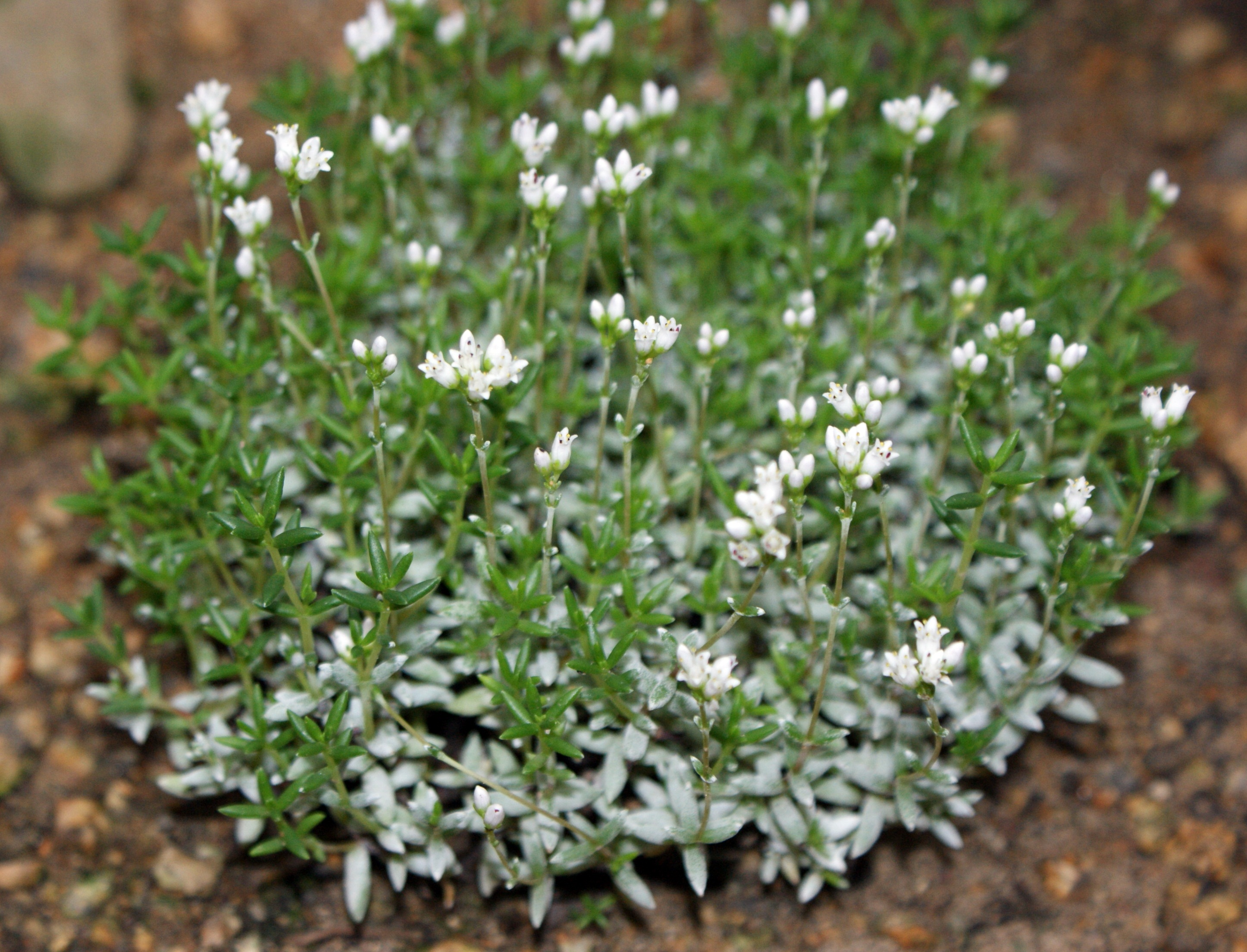